# Rudolf von Otto
Rudolf Ritter von Otto (* 28. Mai 1735 in Weißenfels; † 7. August 1811 in Königgrätz) war ein sächsischer Offizier in österreichischen Diensten, zuletzt als Feldmarschallleutnant.

## Leben
Er entstammte dem sächsischen Adelsgeschlecht von Otto und war Sohn des Amtkommissars und Landrichters Karl Christian von Otto und dessen Frau Auguste. Nach dem Besuch des Gymnasiums und der Reitschule in Weißenfels trat er als Fahnenjunker des Chevauxlégers-Regiments „Prinz Karl“ in die sächsisch-polnische Armee ein, da das Vermögen der Familie für eine höhere Bildung nicht reichte. 
Er nahm an einer Reihe von Schlachten und Gefechten während des Siebenjährigen Krieges teil. Sein Bruder Wilhelm Ludwig von Otto war Oberst in österreichischen Diensten und baute ein Jäger- und Freiwilligenkorps auf. Er forderte Rudolf von Otto mit Erfolg auf, ebenfalls in österreichische Dienste zu treten. In der Folge kommandierte er 100 berittene Jäger und zeichnete sich in überfallartigen Aktionen aus oder übernahm bei Kavallerieangriffen die Vorhut. Im Jahr 1761 wurde er zum Oberleutnant ernannt. Kurze Zeit später stellte er selbst eine Chevauxlégers-Eskadron auf und nahm 1762 80 preußische Kürassiere gefangen. 
Nach dem Frieden von Hubertusburg wollte er in kursächsische Dienste zurückkehren, aber da er keine Stelle als Hauptmann zugesichert bekam, blieb er in österreichischen Diensten und diente im Dragoner-Regiment Nr. 19 „Ludwig Landgraf von Hessen-Darmstadt“, ohne zunächst Aussicht auf eine Beförderung zu haben. Er nutzte die Zeit zu kriegswissenschaftlichen Studien und verfasste Reformvorschläge, aber auch Schriften zu seinen Erlebnissen während des Siebenjährigen Krieges. Er diente danach General Josef Carl Graf d’Ayasassa bei dessen Versuch zur Reform der Kavallerie und wurde 1769 zum Hauptmann ernannt. Er selbst entwickelte schriftliche Grundsätze für den Vorpostendienst. Seit 1777 war er Major im Husaren-Regiment Nr. 34 „von Graeven.“ Er stieg 1783 zum Oberstleutnant und Regimentskommandeur und 1784 zum Oberst auf. 
Im Krieg mit den Osmanen von 1787 bis 1792 zeichnete sich das Regiment unter anderem dadurch aus, dass es die höchsten Gebirge im Banat überstieg und die Osmanen unerwartet angriff. Von Otto hatte während des Feldzuges von 1788 alle Vorpostenkommandos der österreichischen Armee unter seinem Kommando und deckte den Rücken der Hauptarmee. Im selben Jahr wurde er zum Generalmajor ernannt. Im folgenden Feldzug schlug er eine Brücke zur Belagerung Belgrads über die Donau und übernahm erneut die Vorpostenkommandos. Er eroberte das Fort Semendria und zwang Abdi Pascha zum Rückzug. Nach dem Waffenstillstand organisierte er als Brigadegeneral die Grenzverteidigung in Galizien. 
Im Rahmen des ersten Koalitionskrieges diente von Otto seit 1793 zunächst in den Niederlanden. Er kommandierte die halbe Avantgarde unter dem Kommando von Erzherzog Karl. Er nahm in der Folge an zahlreichen Belagerungen, Schlachten und Gefechten teil. Insbesondere war er beteiligt an der Schlacht bei Famars und der Eroberung des Camp-Caesar, für das er den Angriffsplan entwarf. In der Folge sicherte er die Gegend von Valenciennes acht Monate lang gegen überlegene französische Truppen. Er trug auch zum Sieg bei Avesnes-le-Sec (12. September 1793) bei. 
Im Frühjahr des Jahres 1794 wurde er zum Feldmarschallleutnant ernannt. Er erhielt das Kommando über das österreichische Korps, das der britisch-hannoverschen Armee des Herzogs von York unterstellt war. Dieser überließ von Otto einen Großteil der Planungen seiner Armee. In der Folge zeichnete er sich bei der Belagerung von Landrecies und bei Villers-en-Cauchies aus. Er war hauptverantwortlich für den Sieg in der Schlacht von Le-Cateau am 26. April 1794, die der französischen Ardennenarmee empfindliche Verluste brachte. Er spielte auf alliierter Seite eine wichtige Rolle bei der verlorenen Schlacht von Tourcoing. Seine Truppen gehörten zu denen, die am stärksten den französischen Angriffen ausgesetzt waren, gleichzeitig deckte er den Rückzug der Truppen des Herzogs von York. Franz II. verlieh ihm für seine Leistungen daraufhin das Kommandeurskreuz des Maria-Theresien-Ordens. In der Folge kommandierte er die Avantgarde der kaiserlichen Hauptarmee unter Friedrich Josias von Sachsen-Coburg-Saalfeld. 
Als Folge seines Gesundheitszustandes und seines Alters verließ er 1795 den aktiven Dienst. Er wurde aber schon 1796 zur Verteidigung von Böhmen reaktiviert und sollte 1797 ein Korps in Italien kommandieren. Dieses Kommando nahm er aus Gesundheitsgründen nicht an. Im Jahr 1798 gehörte er einer Militärhofkommission an und war seit 1801 Mitglied des Hofkriegsrates. Im Jahr 1803 wurde er zum General der Kavallerie ernannt. Insgesamt hat er an 14 Feldzügen, 7 Belagerungen, 12 Schlachten und zahlreichen kleineren Gefechten teilgenommen. Er kaufte 1810 bei Königgrätz ein Rittergut, wo er auch verstarb.